# Heavy Expanded Mobility Tactical Truck
El camión Heavy Expanded Mobility Tactical Truck (HEMTT) en Español, Camión Táctico de Movilidad Pesada Ampliada es un camión de ocho ruedas motrices, propulsado por diésel y de 10 toneladas cortas (9.100 kg).El M977 HEMTT entró en servicio por primera vez en 1982 en el Ejército de Estados Unidos como sustituto del M520 Goer, y desde esa fecha se ha mantenido en producción para el Ejército de Estados Unidos y otras naciones. En el segundo trimestre de 2021, Oshkosh Defense había fabricado unos 35.800 HEMTT en distintas configuraciones mediante contratos de nueva construcción y unos 14.000 de ellos habían sido refabricados. Las variantes actuales llevan el sufijo A4. 
El 10×10 Sistema de Vehículos Logísticos de Reemplazo (LVSR) es el equivalente del Cuerpo de Marines de los Estados Unidos (USMC) al 8×8 HEMTT y al 10×10 Sistema de Carga Paletizada (PLS) del Ejército de los Estados Unidos. El USMC no utiliza el HEMTT ni el PLS, y el Ejército no utiliza el LVSR, pero ambos servicios utilizan un remolque común (M1076) con los tres tipos de camión.

## Historia
Tras la evaluación de las propuestas presentadas por AM General, MAN, Pacific Car & Foundry (PACCAR) y Oshkosh Truck Corporation (siendo el equipo PACCAR-GMC el aparente líder del concurso, con una línea de montaje de preproducción ya establecida) en mayo de 1981, el entonces Mando de Tanques y Automóviles del Ejército de EE. UU. adjudicó un contrato inicial de cinco años valorado en 251,13 millones de dólares a Oshkosh Truck Corporation para la producción del HEMTT 8×8 de 10 toneladas cortas (9.100 kg).
El primer prototipo HEMTT se completó en diciembre de 1981, los ejemplos de preproducción siguieron durante marzo de 1982, y los primeros vehículos de producción se fabricaron en septiembre de 1982. En cinco años de contrato se entregarían 2.140 vehículos. Las opciones del contrato permitían encargar hasta 5.351 HEMTT adicionales, con lo que la producción total ascendía a 7.490 vehículos. La mayor parte de estas opciones se ejercieron.
El segundo contrato HEMTT se adjudicó a Oshkosh Truck Corporation en abril de 1987. Este contrato preveía una cantidad base de 1.403 vehículos, con opciones para 1.684 vehículos adicionales; se ejercieron todas las opciones del contrato. Un acuerdo suplementario añadió otros 1.449 vehículos (más una opción por 363 vehículos) al segundo contrato HEMTT en abril de 1989; se ejerció la opción del contrato. El tercer contrato de producción de HEMTT se adjudicó a mediados de 1994 y, cuando concluyeron las entregas en virtud del mismo, se habían fabricado más de 14.000 HEMTTS. El cuarto contrato de producción de HEMTT se adjudicó en agosto de 1995, ampliando la producción hasta septiembre de 2001.
En marzo de 2001, el Ejército de EE. UU. adjudicó a Oshkosh el contrato de la Familia de Vehículos Tácticos Pesados (FHTV). Además del HEMTT (tanto nuevo como refabricado), el contrato cubría los camiones M1070 HET, M1074 y M1075 del Sistema de Carga Paletizada (PLS), y los remolques M1076 PLS, y pedía hasta 5.398 camiones y 1.100 remolques (incluidas las opciones). El FHTV cubrió el periodo de producción desde marzo de 2001 hasta mediados del año fiscal 2006 (FY06). El contrato FHTV se prorrogó y renegoció, y en febrero de 2007, Oshkosh anunció que se le había adjudicado un contrato para continuar la producción de FHTV. El siguiente contrato FHTV (FHTV 2) cubría la nueva producción de HEMTT (incluidas las variantes A4 actuales a partir de mediados de 2008) y vehículos PLS más remolques PLS. En total, en el marco del FHTV 2 se encargaron 2.173 HEMTT A4 de nueva construcción y 104 HEMTT A4 Recap.
La producción de HEMTT A2 mejorados continuó hasta que comenzó la producción del HEMTT A4 en julio de 2008. La excepción fue el M1977, que inicialmente mantuvo la configuración A2 por razones de homogeneidad de la flota; ahora existe un M1977A4.
Oshkosh Defense anunció en octubre de 2008 que el TACOM del Ejército estadounidense le había adjudicado el contrato FHTV 3. En el marco de este contrato de tres años podrían entregarse más de 6.000 vehículos y remolques. El FHTV 3 cubría los modelos HEMTT A4 y A1 de los PLS y HET, y tanto los vehículos nuevos como los recapitalizados (Recap). Los modelos HEMTT A4 debían cumplir la Estrategia de Blindaje a Largo Plazo (LTAS) y salían de la cadena de montaje equipados con suspensiones mejoradas y blindaje integral de material compuesto (A-kit), y listos para recibir un aplique de blindaje adicional (B-kit).
El primer pedido de FHTV 3 se valoró en 1.200 millones de dólares y la entrega comenzó en noviembre de 2008. A finales de 2009, se habían encargado unos 11.500 HEMTT A4 (de nueva construcción y Recap) en virtud de los contratos FHTV 2 y 3.
Oshkosh Defense anunció en 2012 que se le había adjudicado un contrato puente para continuar con la producción y el soporte del FHTV. En octubre de 2013, el Ejército de Estados Unidos publicó un anuncio de preconvocatoria revisado asociado al FHTV 4 (presentado FHTV IV). La sinopsis original se había publicado en julio de 2013. Según el comunicado de octubre, el gobierno tiene la intención de adjudicar un contrato de requisitos de cinco años con un valor estimado de 822 millones de dólares sobre una base de fuente única a Oshkosh Corporation. El objetivo del Ejército de EE. UU. era garantizar que las negociaciones con Oshkosh Defense para el FHTV IV concluyeran a tiempo para asegurar que no hubiera interrupción en la producción entre la producción y las entregas del FHTV 3 y el FHTV IV.
El 19 de junio de 2015, Oshkosh Defense anunció que el Ejército de Estados Unidos había adjudicado a la empresa un contrato de requisitos de cinco años por un valor potencial de 780 millones de dólares para recapitalizar (Recap) su familia de vehículos tácticos pesados (FHTV). El contrato FHTV 4 abarca unos 1.800 FHTV y, además de los HEMTT, cubre los camiones PLS e incluye también la producción de unos 1.000 nuevos remolques PLS de serie. Los modelos HEMTT representan alrededor del 75% del potencial de Recap, y todo el trabajo realizado en virtud del contrato se completará en Oshkosh, Wisconsin. Las entregas se realizarán entre 2015 y 2019. En marzo de 2016, Oshkosh recibió adjudicaciones de FHTV 4 por valor de 430 millones de dólares y que cubren el Recap de 1212 HEMTT y PLS, además de la producción de 345 remolques PLS de nueva construcción. Las entregas están programadas para 2016-2017. En abril de 2017, Oshkosh anunció nuevas adjudicaciones de FHTV 4 por valor de más de 258 millones de dólares para el Recap de 670 FHTV más la producción de 356 remolques PLS. Las entregas comienzan en diciembre de 2017. El 23 de mayo de 2018, Oshkosh anunció otra adjudicación FHTV-4, esta por valor de 235,2 millones de dólares para el Recap de 410 FHTV y la fabricación de 680 nuevos remolques PLS. Las entregas comienzan en FY19. El 8 de febrero de 2019, Oshkosh anunció una adjudicación FHTV-4 valorada en 225,7 millones de dólares para el Recap de 407 FHTV y la fabricación de 601 nuevos remolques PLS. Las entregas comienzan en FY19.
La adjudicación final del FHTV 4 fue anunciada por Oshkosh en marzo de 2020. La adjudicación estaba valorada en 346,4 millones de dólares y preveía la recapitalización de una cantidad no revelada de FHTV del Ejército de los Estados Unidos y de la Reserva del Ejército de los Estados Unidos. No se revelaron las cantidades ni el desglose, y estaba previsto que las entregas concluyeran en diciembre de 2021.
El 3 de mayo de 2021, el Ejército de Estados Unidos anunció que había adjudicado a Oshkosh Defense una prórroga de tres años del contrato FHTV 4. En virtud de la prórroga, Oshkosh suministrará camiones y remolques HEMTT, PLS y HET nuevos y reconstruidos. Las órdenes de entrega iniciales prevén un total de 353 vehículos nuevos y recapitalizados, de los que los HEMTT representan 130,5 millones de dólares (incluidos 33,8 millones para los M1977A4 CBT) del total de 146,8 millones de dólares.
Los vehículos usados pueden devolverse a Oshkosh en el marco de un programa de recapitalización en el que se desmontan hasta los largueros del bastidor y se reconstruyen por completo para dejarlos como nuevos, con cero horas de servicio y cero kilómetros recorridos. Los vehículos recapitalizados se montan en la misma línea de producción que los nuevos y se someten a las mismas pruebas de rendimiento y procedimientos de inspección que éstos. Los vehículos recapitalizados se devuelven al Ejército con una nueva garantía parachoques a parachoques e incluyen cabinas con aire acondicionado y blindaje, mejoras eléctricas y un sistema antibloqueo de ruedas.

### Camión Táctico Común (CTT); anteriormente Camión del Futuro de Próxima Generación (NGFT)

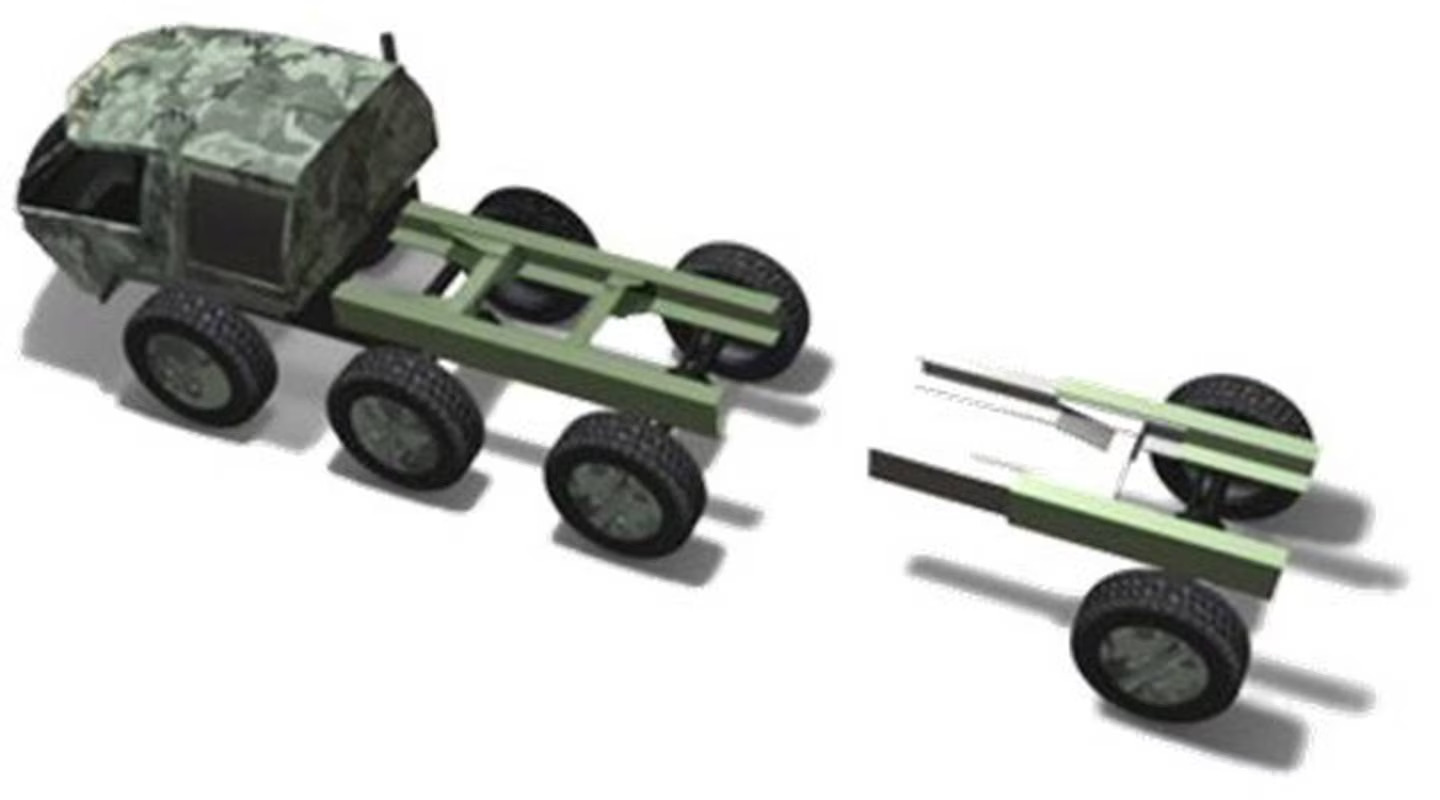
Rendimiento común de los camiones tácticos

Paralelamente a la ampliación del FHTV 4, el PEO CS&CSS de Vehículos Tácticos Pesados (HTV) del Ejército de Tierra de los EE. UU. publicó el 20 de julio de 2020 el Aviso ID W56HZV-20-R-0237, una Solicitud de Información (RfI) para el Camión del Futuro de Nueva Generación (NGFT). Las respuestas debían enviarse antes del 24 de agosto de 2020 para lo que rápidamente se rebautizó como Camión Táctico Común (CTT). La intención es que el CTT sustituya al HEMTT, además del PLSA1 y el tractor de camión M915, Line Haul. El Ejército desea cinco variantes del NGFT/CTT, y todas con la opción de realizar operaciones semiautónomas o autónomas. Las cinco variantes actualmente propuestas son un wrecker para recuperar Stryker, MRAP y otros vehículos tácticos de ruedas de hasta 40 toneladas estadounidenses; una variante LHS Heavy con grúa para transportar flatrack de hasta 16 toneladas de carga útil; una variante tractor operable con los remolques M870, M871, M172, M872, M967 cisterna, M1062 cisterna, futura cisterna (8.200 galones) y remolques comerciales estándar; una variante cisterna con un umbral de 2.500 galones o una carga útil objetiva de combustible superior a 2.500 galones; y una variante de carga con grúa capaz de transportar una carga útil de hasta 22 toneladas o superior.

## Descripción
El objetivo del HEMTT es proporcionar capacidades de transporte pesado para el suministro y reabastecimiento de vehículos de combate y sistemas de armas. En comparación con la generación anterior de camiones de 5 toneladas en servicio en el Ejército de EE. UU., ofrece una mayor carga útil y movilidad. El HEMTT está disponible en diversas configuraciones, como camión de carga, cisterna, tractor y chasis.
El HEMTT se desarrolló desde el principio como un camión táctico, pero para minimizar los costes de adquisición y ciclo de vida incluyó componentes de automoción comerciales militarizados siempre que fue posible, entre ellos el motor y la transmisión. Algunos componentes utilizados en los primeros HEMTT son comunes con los vehículos del Sistema de Vehículos Logísticos (LVS) de Oshkosh que se suministraron al Cuerpo de Marines de Estados Unidos.
Con la excepción de la variante M984 (254 × 89 × 9,5 mm, delantero; 356 × 89 × 9,5 mm, trasero), en todas las variantes del HEMTT el chasis está formado por acero al manganeso con tratamiento térmico de 257 × 89 × 9,5 mm con una fluencia de 758 MPa. Todo el chasis está atornillado con pernos de grado 8. Un rollete de autorrecuperación montado en el centro es opcional y se instala en alrededor del 20% de la producción.
La cabina de dos puertas con control de avance de la HEMTT tiene capacidad para dos personas. Está fabricada en acero soldado de alta resistencia con revestimientos de chapa resistentes a la corrosión. Simula Inc. (adquirida por Armor Holdings en 2003 y ahora BAE Systems) suministró 186 kits de blindaje adicional de la cabina para su uso en la antigua Yugoslavia. No se entregaron, pero a partir de 2004 se utilizaron en Irak. BAE Systems suministró un kit de blindaje de nueva generación para el HEMTT y a finales de 2006 había suministrado al Ejército estadounidense unos 3.600 kits para el HEMTT y el PLS de Oshkosh. El HEMTT A4 está equipado con la cabina ligeramente más grande del Oshkosh PLS A1. Esta cabina cumple con los requisitos de la Estrategia de Blindaje a Largo Plazo (LTAS) del Ejército de EE. UU. de una filosofía de blindaje de kits A y B. También viene de serie con blindaje integrado en el suelo, un soporte integrado para una ametralladora y un kit de protección para el artillero, y aire acondicionado.
Los modelos HEMTT A0 y A1 incorporan un motor diésel Detroit Diesel 8V92TA V-8 de dos tiempos que desarrolla 445 CV (332 kW), mientras que los HEMTT A2 incorporan la versión DDECIV de este motor. Los modelos HEMTT A4 están equipados con un motor diésel Caterpillar (CAT) C-15 de 15,2 litros y seis cilindros que cumple la normativa EPA 2004 y desarrolla una potencia máxima de 515 CV (384 kW). Los modelos HEMTT A0 y A1 están equipados con una transmisión automática Allison HT 740D 4F/1R, convertidor de par y caja de transferencia Oshkosh de dos velocidades y 25.000 kg (55.000 libras). Los modelos HEMTT A2 llevan la transmisión automática Allison HD 4560P 6F/1R. Los modelos HEMTT A4 están equipados con una transmisión automática Allison 4500SP 5F/1R y una versión mejorada de la caja de transferencia de dos velocidades Oshkosh de 55.000 libras (25.000 kg).
Los ejes delanteros de todos los HEMTT son Oshkosh 46K de simple reducción, los traseros son Dana de simple reducción que varían según la configuración. La transmisión a los ejes delanteros es seleccionable y todos los ejes tienen bloqueos de diferencial. La suspensión en los modelos A0/A1/A3 es de ballestas Hendrickson con vigas de compensación. La suspensión de los modelos A4 es neumática Holland, y la capacidad de carga de los ejes traseros varía según la configuración. El tamaño de los neumáticos es 1600 R20 en todos los modelos, y el neumático estándar es Michelin XZL.
Todos los modelos son capaces de vadear pasos de agua de hasta 120 cm (48 pulg.) de profundidad y pueden subir una pendiente de al menos el 60%. Todas las variantes originales son aerotransportables en el C-130. Todas las variantes son aerotransportables en el C-17.
Los modelos HEMTT originales llevan ahora el sufijo A0. Sólo el M984 wrecker se fabricó en configuración A1. Todos los modelos se fabricaron en configuración A2. El sufijo A3 se aplica a los demostradores tecnológicos HEMTT con un sistema de propulsión diésel-eléctrico. Los actuales modelos de producción HEMTT llevan el sufijo A4.

## Modelos HEMTT
- La variante de camión de carga M977 es el miembro básico de la familia HEMTT. El modelo actual es el M977A4; no existía el M977A1. Además del camión de carga básico M977A0/A2/A4, existen otras dos variantes. El M977A0/A2/A4 Planta de Energía Eléctrica (EPP) tiene una caja de carga alargada (6,041 m (19,82 pies) de longitud interior) y se utiliza para alojar y transportar generadores para el sistema de misiles de defensa antiaérea Patriot. El EPP no dispone de grúa de manipulación de materiales. El M977A0/A2/A4 Transportador de Grandes Piezas de Reparación (LRPT) y el camión de carga básico M977 están equipados con una grúa Grove ligera de manipulación de materiales montada en la parte trasera del chasis.[11][18][19]

- El M978 es un camión cisterna de 9.500 litros de capacidad. El modelo actual es el M978A4; no hubo M978A1. El M978A0 se fabricó tanto en la variante de camión cisterna para agua potable (unos 18) como en la de camión cisterna para combustible, mientras que los modelos A2 y A4 sólo se han fabricado en la variante de camión cisterna para combustible.[11][18][20]

- El M983 es una unidad tractora para uso con el sistema de misiles Patriot MIM-104 montado en remolque. También puede utilizarse con el sistema provisional de recuperación Stryker u otros remolques.[18] [21]Una variante anterior equipada con un generador de 30 kW y una grúa montada detrás de la cabina se utilizó para remolcar el Lanzador Erector Pershing II en CONUS (en Alemania Occidental se utilizó un tractor MAN M1001). El tractor M983A2/A4 de transporte de equipos ligeros (LET) se utiliza principalmente para transportar equipos de construcción e ingeniería. Dispone de un cabrestante hidráulico de 2 velocidades y 20.000 kg (45.000 lbs) montado detrás de la cabina que se utiliza para cargar el remolque. No dispone de cabrestante de autorrecuperación.[11][22]

- El demoledor M984 es la única variante del HEMTT que se ha fabricado en la configuración A1, lo que ha provocado el cambio de la grúa de recuperación y del sistema de recuperación entre las configuraciones A0 y A1. El modelo actual es el M984A4. El equipamiento de serie incluye un cabrestante de recuperación de dos velocidades con una capacidad de 27.240 kg (60.050 lbs), un sistema de recuperación de vehículos montado en la parte trasera con una capacidad de 11.340 kg y una grúa de manipulación de materiales Grove con una capacidad de 6.350 kg (14.000 lbs) a 2,74 m (9,0 pies). El M984 incorpora de serie un cabrestante de autorrecuperación de tambor desnudo de 9.072 kg (20.000 lbs) de capacidad.[10][11]

- El M985 está disponible en dos variantes. Los modelos actuales son A4; no hubo modelos A1. La variante de carga del M985 es similar al camión de carga M977, pero se desarrolló para transportar el Sistema de Lanzamiento Múltiple de cohetes M270 (MLRS) con un remolque HEMAT M989A1. También puede utilizarse para transportar misiles Patriot. El M985 Guided Missile Transporter (GMT) se desarrolló específicamente para su uso con el sistema Patriot y puede distinguirse fácilmente de otros modelos de carga por su grúa de manipulación de materiales Hiab 8108/2 montada en la parte trasera.[10][11][23]

- La variante M1120 del sistema de manipulación de cargas (LHS) se introdujo inicialmente como parte del programa de revisión y reconstrucción del HEMTT, durante el cual a los camiones de carga M977 devueltos se les retiraban las cajas de carga y las grúas de manipulación de materiales, para ser sustituidos por un LHS Multilift Mark 5 (ahora designado MPH165-LHS), como el instalado en el camión Oshkosh PLS.[10][11]

- El M1977 HEMTT Common Bridge Transporter (CBT) es un desarrollo posterior del M1120 LHS, y al igual que el M1120 LHS se introdujo inicialmente como parte del programa de revisión y reconstrucción del HEMTT. Se utiliza para cargar, transportar y descargar componentes del puente de barcas y embarcaciones de montaje de puentes.[11][23]

- El M1142 es un Camión Táctico de Extinción de Incendios (TFFT) capaz de extinguir incendios de aeronaves, petróleo, maleza y estructurales en instalaciones militares aisladas.[24]El TFFT se basa en un chasis HEMTT M977A2 con la suspensión trasera de la variante HEMTT M1120 LHS de mayor resistencia. El contrato del TFFT se adjudicó a Pierce Manufacturing con Oshkosh Corporation como subcontratista de Pierce.[11]

- El M1158 HEWATT está diseñado para apoyar al M1142 Tactical Fire Fighting Truck (TFFT) al tiempo que proporciona capacidades suplementarias de extinción de incendios.[11]

- El lanzamisiles M1075 Terminal (antes Teatro) Defensa de Área de Gran Altitud Terminal (THAAD) basado en el HEMTT es técnicamente una variante del HEMTT LHS, pero en noviembre de 2016 no se habían publicado detalles técnicos.

- El HEMTT A3 es el primer vehículo táctico de defensa listo para la producción que incorpora un sistema de propulsión diésel-eléctrico. El sistema ProPulse instalado utiliza una disposición modular híbrida en serie para simplificar la transmisión de potencia a las ruedas. El motor diésel alimenta un generador eléctrico que proporciona potencia directa a las ruedas, eliminando el convertidor de par, la transmisión automática, la caja de transferencia y los ejes de transmisión. Un motor específico controlado desde sus propios convertidores de potencia acciona cada eje de forma independiente. Se afirma que la tecnología ProPulse puede aumentar el ahorro de combustible hasta un 40% respecto a las cadenas cinemáticas convencionales. El motor diésel se optimiza para funcionar a la velocidad más eficiente en función de la demanda de potencia, y las cargas transitorias del motor se eliminan utilizando energía almacenada. Esto elimina la ineficacia asociada a los cambios de rpm durante la aceleración y la deceleración, y también reduce las emisiones. En las operaciones de parada, los motores eléctricos funcionan como generadores, y la energía se almacena para su uso en la siguiente aceleración. Otras ventajas declaradas del sistema son que actúa como generador de a bordo y proporciona electricidad suficiente (hasta 200 kW de corriente alterna) para alimentar un pequeño aeródromo, un hospital o un centro de mando militar. Como el sistema no utiliza baterías, éstas no necesitan ser sustituidas nunca, y la cantidad de combustible necesaria para abastecer a los camiones equipados con ProPulse será menor.[10][16]

## Galería

HEMTT
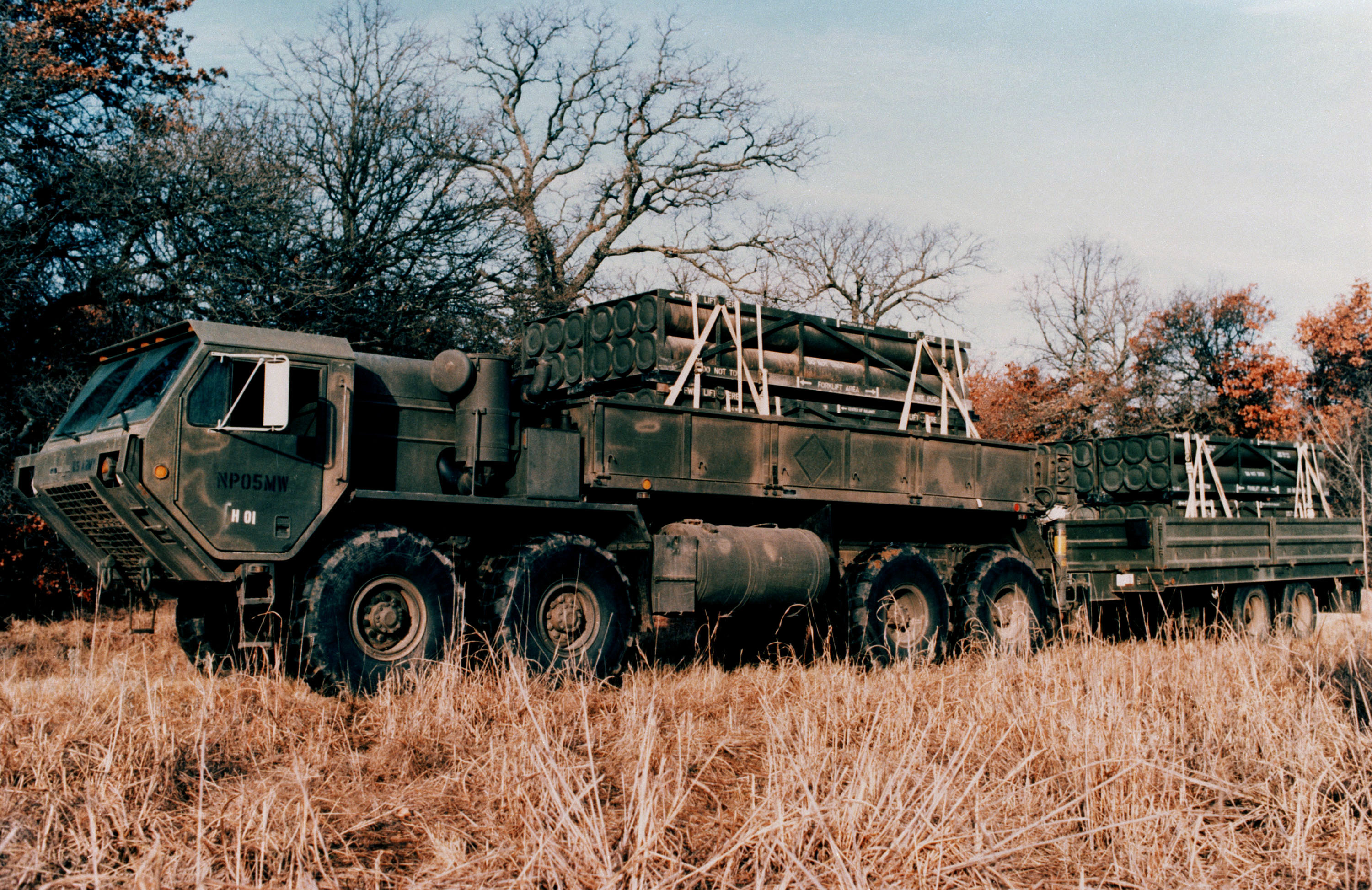
Una imagen promocional temprana de un M977 HEMTT y remolque; la carga útil son recargas MLRS
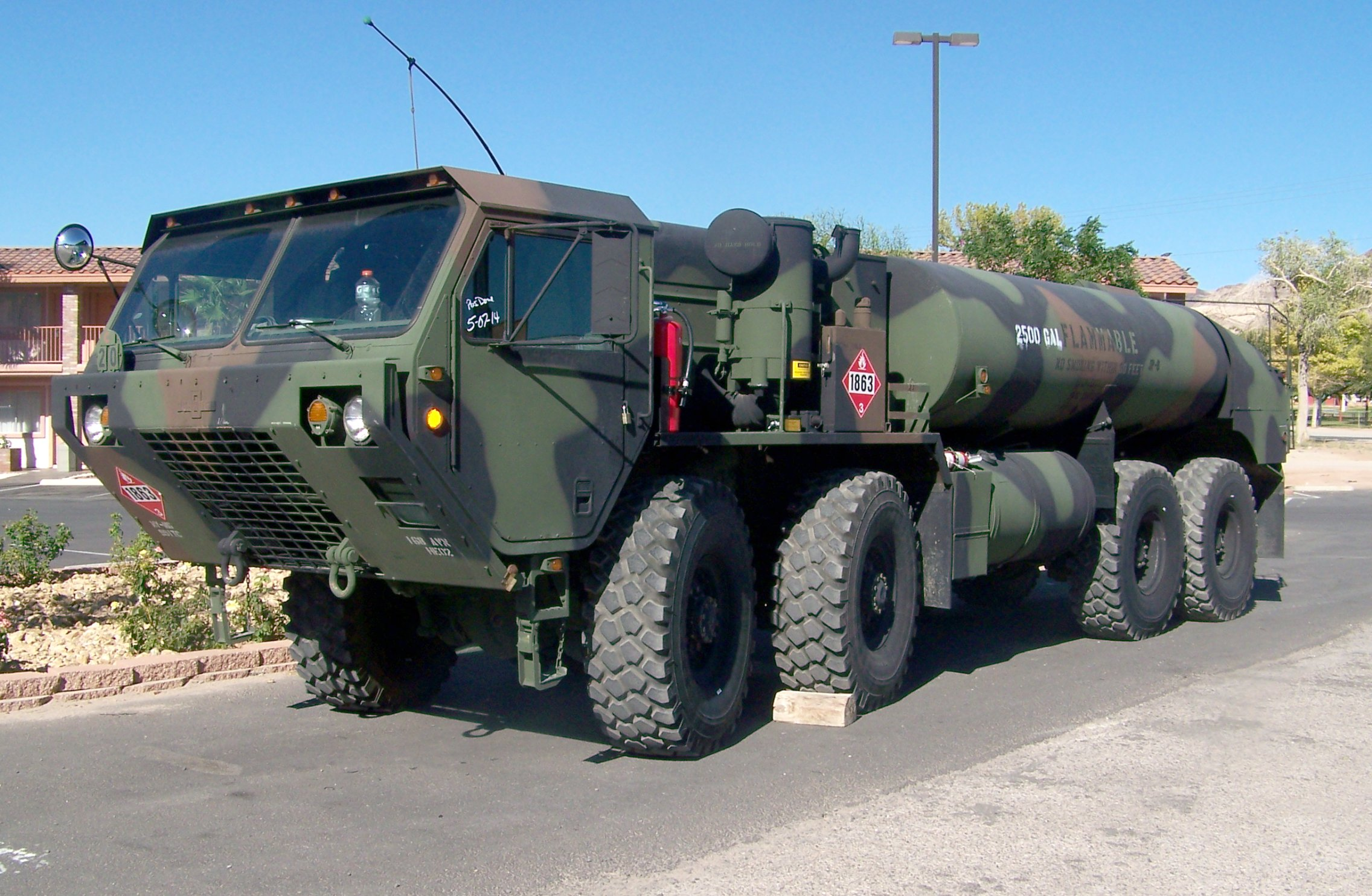
Tanque de combustible HEMTT M978A2 de 9.500 litros de capacidad con cabina estándar no blindada.
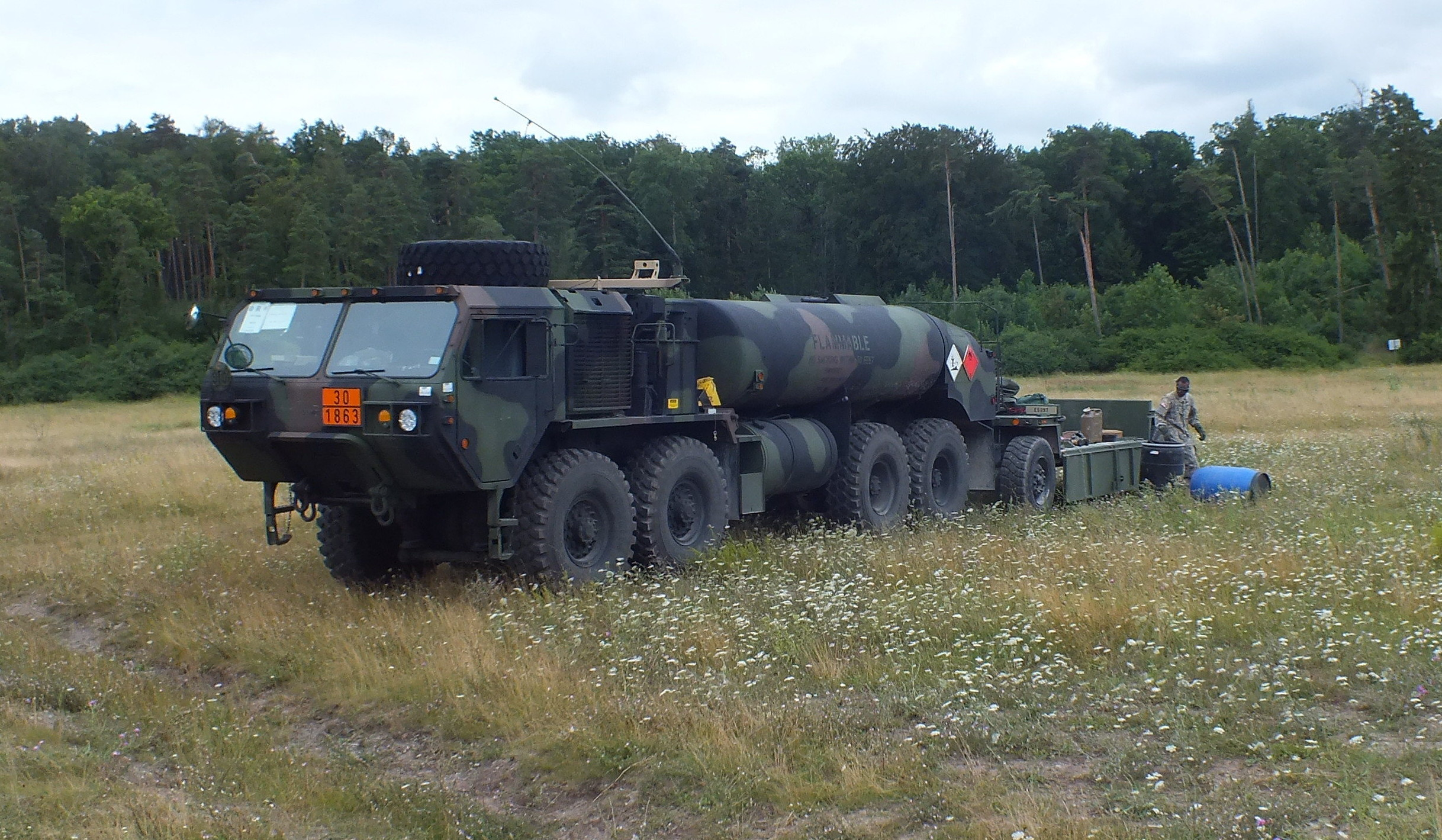
Tanque de combustible HEMTT M978A4 de 9.500 litros de capacidad con remolque M989 HEMAT
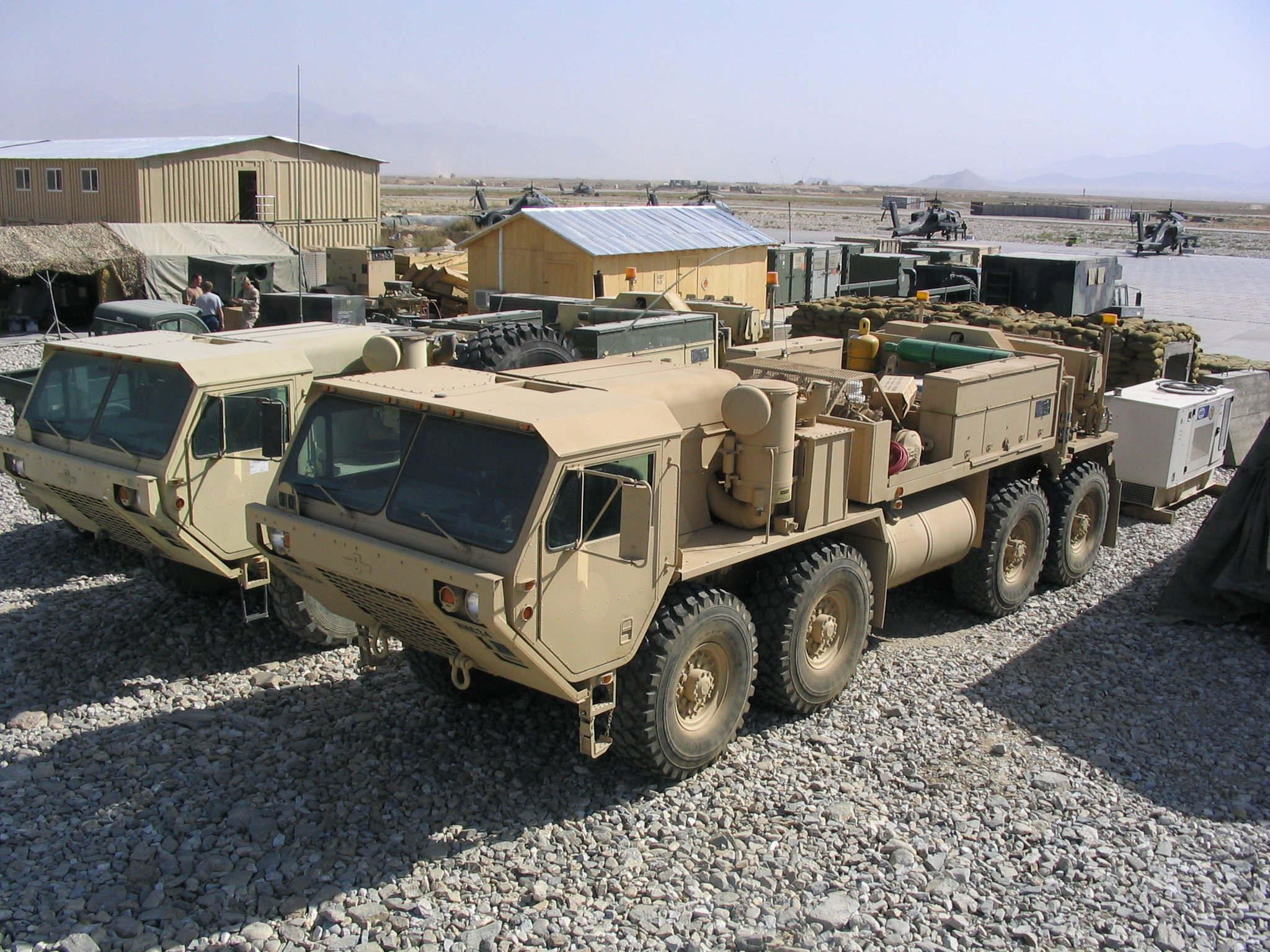
Demoledores HEMTT M984A2 con cabina estándar no blindada
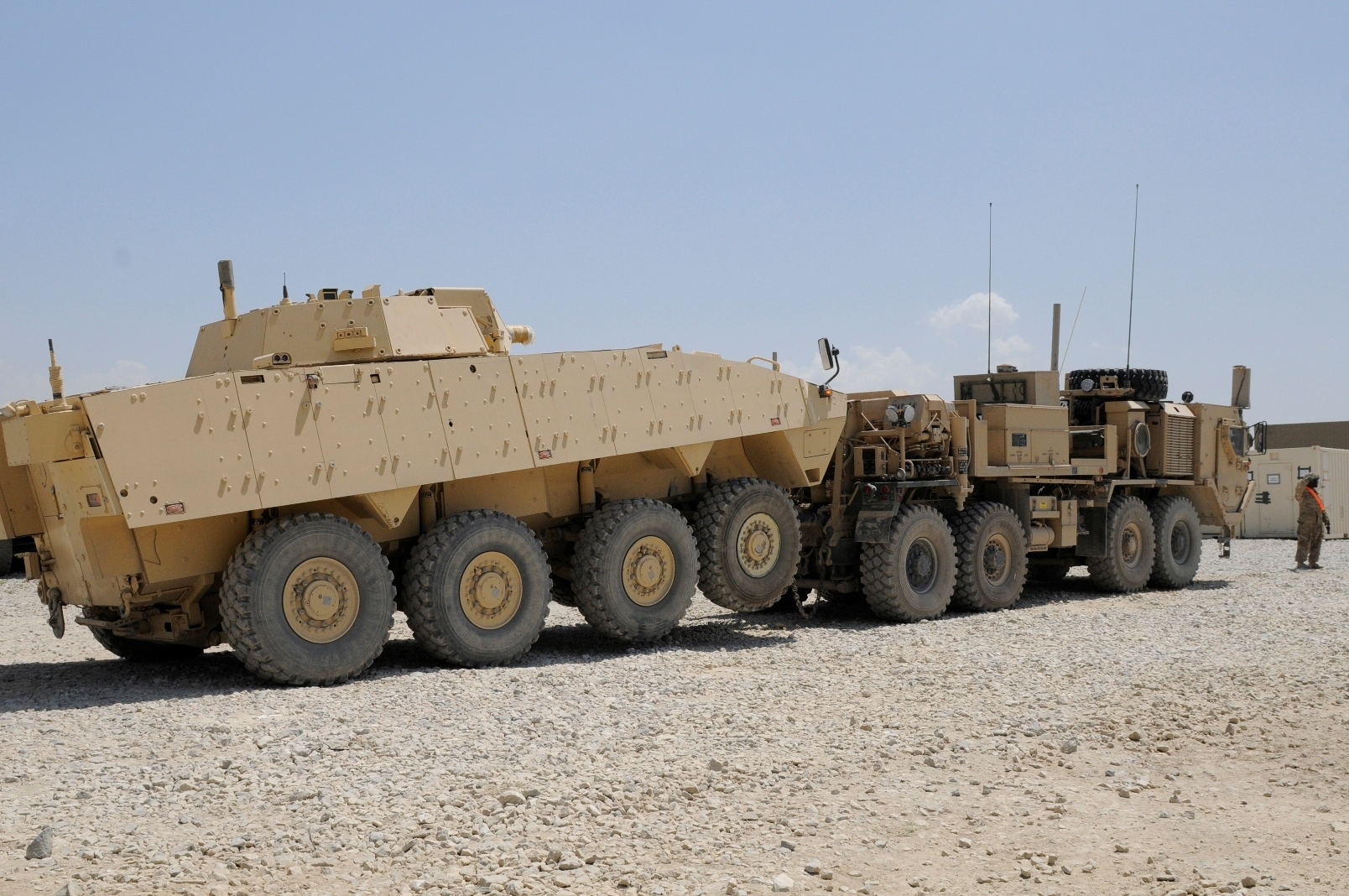
Demoledor HEMTT M984A4 con cabina blindada
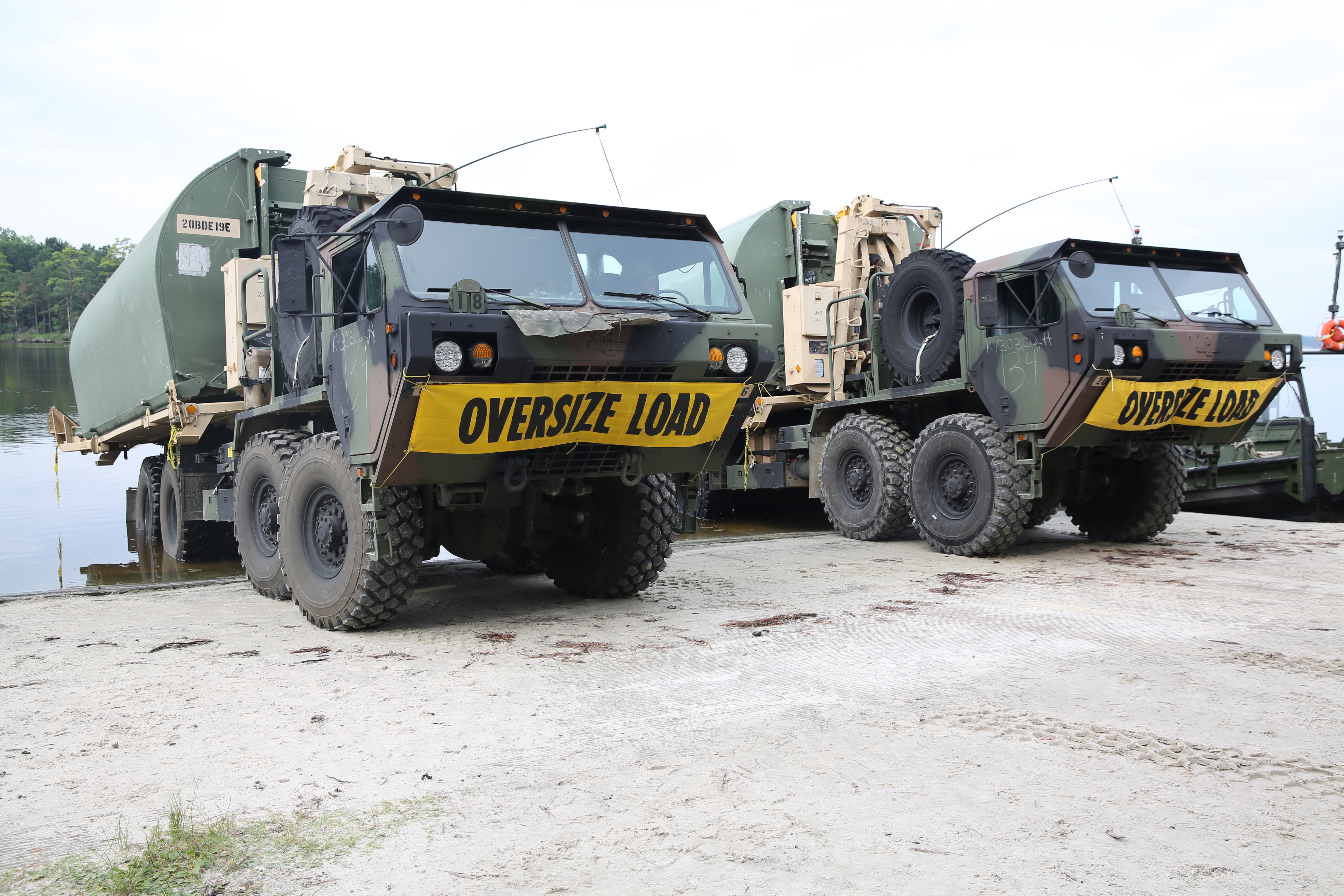
HEMTT M1977A2 CBT con cabina estándar no blindada
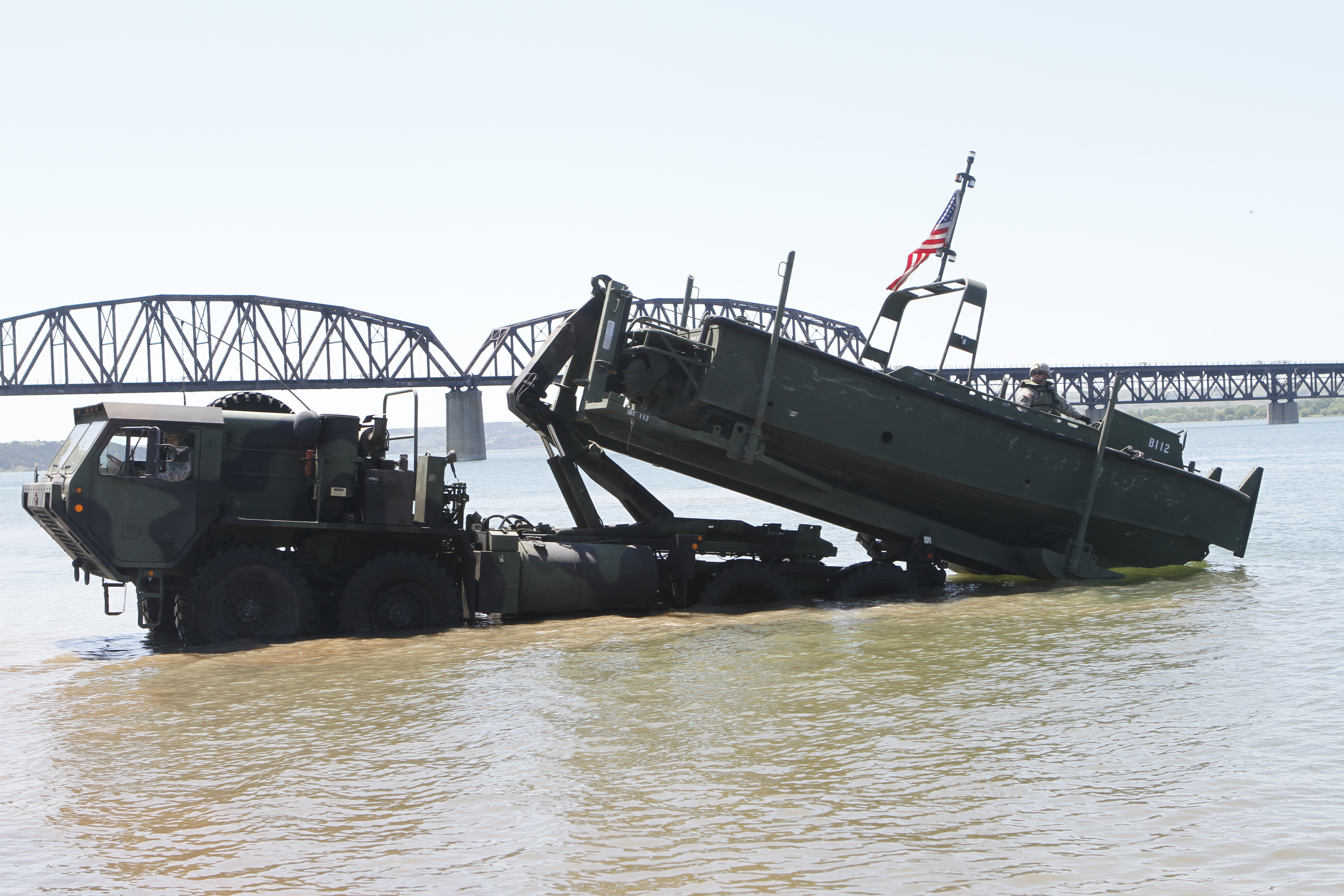
Soldados del Ejército de EE.UU. descargan un barco de construcción de puentes Mk2 de un M1977A2 CBT HEMTT en el río Misuri.
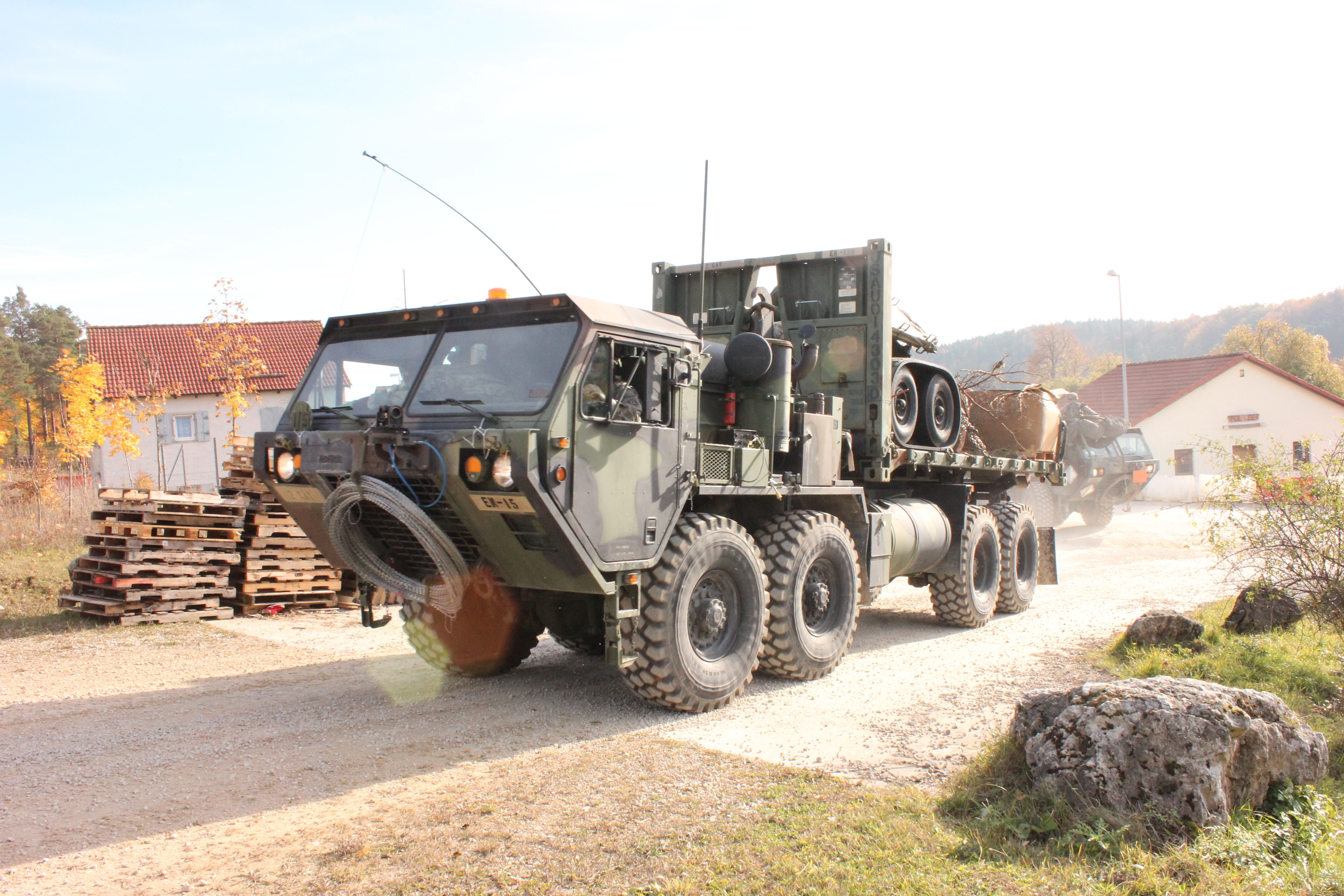
HEMTT M1120A2 con cabina softskin estándar
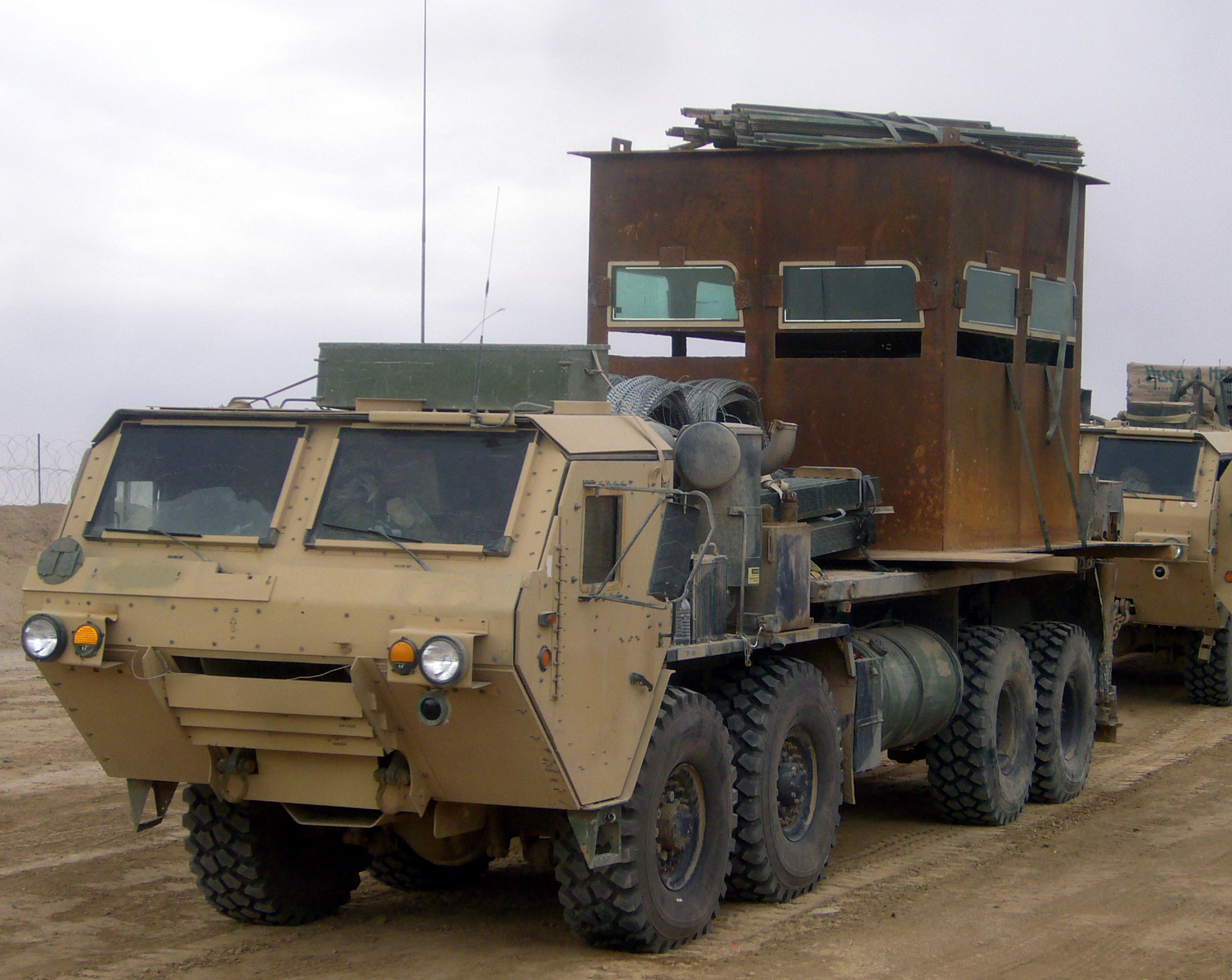
Paquete blindado HEMTT M1120A2 con Sistemas Simula/BAE en Irak
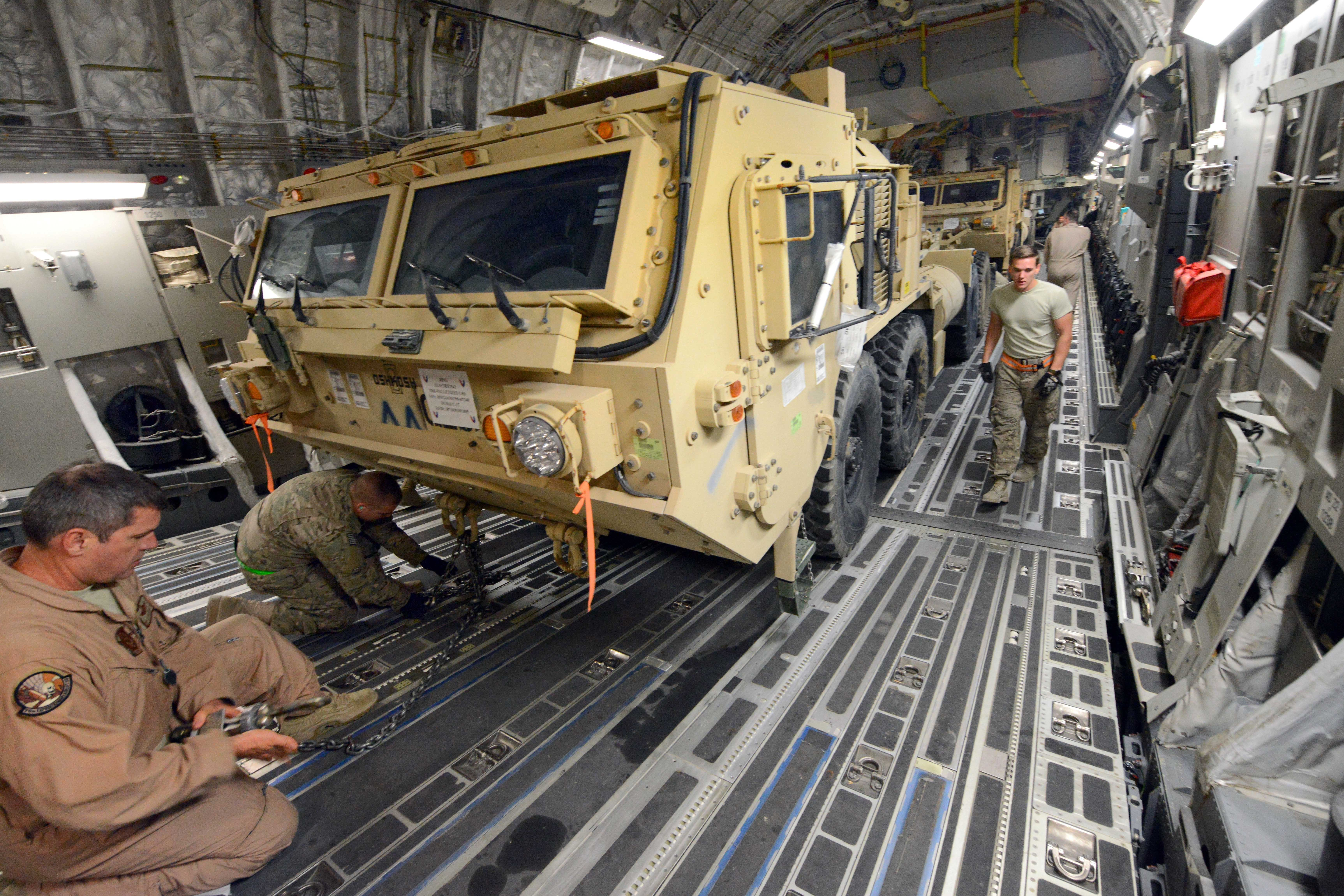
M1120A4 HEMTT con blindaje B-kit añadido a la cabina estándar A-kit.
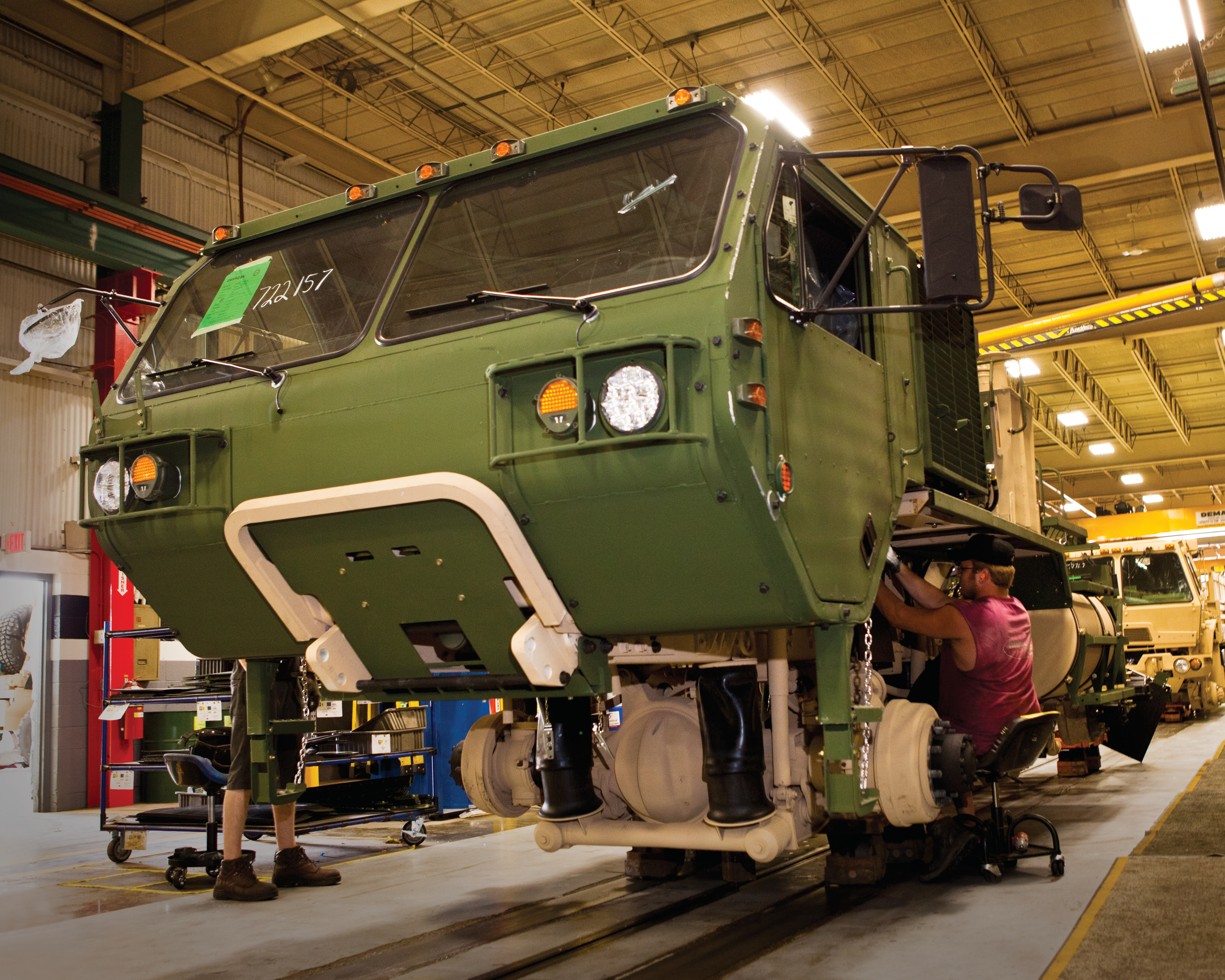
Recapitulación de HEMTT A2 a A4

## Operadores
- Baréin[9]

- Brasil[25](10 demoledores M984 se entregarán a partir de 2020 para apoyar a los vehículos blindados Iveco VBTP-MR Guarani 6x6). Se han pedido 20 más.

- Egipto[9]

- Grecia[9]

- Irak

- Israel[9](incluye unos 420 ejemplos de EDA en 2015)

- Jordania[9]

- Kuwait[9]

- Malasia[26][9]

- Omán[9]

- Rumania[27]utilizado con los sistemas de misiles superficie-aire Patriot

- Catar[9]

- Arabia Saudí[9]

- Corea del Sur[9]

- Taiwán[9]

- Turquía[9]

- EAU[9]

- Estados Unidos[9]

- Ucrania[28]

## Futuros/posibles operadores
- Bulgaria[29]